# Tristán Bauer
Tristán Bauer (Mar del Plata, 22 de juny de 1959) és un cineasta i polític argentí, realitzador de documentals i llargmetratges de ficció. Des del 10 de desembre de 2019 ocupa el càrrec de Ministre de Cultura de l'Argentina.
Entre les pel·lícules que ha filmat es destaca la multipremiada Iluminados por el fuego (2005). Fins a 2008 havia rebut 21 premis. De les set pel·lícules filmades fins a 2008, dues (Después de la tormenta i Cortázar) van rebre el Premi Cóndor de Plata com la millor de l'any del cinema argentí. Iluminados por el fuego va rebre el Goya. En 2001 va rebre el Premi Konex - Diploma al Mèrit per la seva trajectòria documentalista en l'última dècada (1991-2000).

## Biografia
En 1982 es va graduar com a director en el Centre Experimental de l'Institut Nacional de Cinematografia, avui anomenat Escola Nacional d'Experimentació i Realització Cinematogràfica. Va fundar el grup Cinema Testimoniatge, orientat a donar compte de la realitat social del país.
Amb Después de la tormenta (1990) va obtenir el Premi a la Millor Òpera Prima en els Festivals de Sant Sebastià (País Basc) i d'Annonay (França). Els seus documentals més destacats són: Cortázar (1994), Evita, la tumba sin paz (1997) i Los libros y la noche (1999). Per aquest últim treball va rebre el Premi Millor Documental en el Festival de l'Havana (Cuba, 1999) i el Premi Especial del Jurat en el Festival de Las Palmas de Gran Canaria (2000). En 2007, Bauer va crear el senyal televisiu educatiu Trobada, de la qual és director.
En 2008 va ser nomenat director del Sistema Nacional de Mitjans Públics. Durant la seva gestió es va destacar la creació de canals culturals, esportius i infantils. Sabent que són mitjans massius, encara que hi hagi una especificitat diferent per a una televisió generalista ―com la TV Pública― i senyals adreçats ―com Encuentro, Paka Paka i DeporTV.
Pel que fa a Canal 7, la seva gestió es va orientar a aconseguir una major producció pròpia, encara que ja no sols de continguts de ficció sinó també de documentals.
En 2013, Bauer ―qui s'exercia com a director del senyal educatiu Encuentro (pertanyent al Ministeri d'Educació argentí)―, en virtut de la llei 26.522 va passar a presidir RTA (Radio y Televisión Argentina, Sociedad del Estado) ―que agrupa els serveis de ràdio i televisió pertanyents a l'Estat argentí (Canal 7, Canal Encuentro i Radio Nacional)―.
El desembre de 2019 va ser designat Ministre de Cultura de l'Argentina pel president Alberto Fernández. En una entrevista donada el 31 de desembre de 2019 va assenyalar com els eixos de la seva gestió l'impuls a una llei de mecenatge, la revisió de les lleis de dret d'autor i la creació de l'Institut Nacional del Llibre Argentí. Mentre que a curt termini va esmentar la necessitat de posar a funcionar Tecnópolis novament i de desenvolupar projectes sobre dues figures importants de la història i cultura argentina: Manuel Belgrano i María Elena Walsh.

## Filmografia

### Director
- Tierra Arrasada (2019).
- El camino de Santiago (2018).
- Che: Un hombre nuevo (2010).
- Iluminados por el fuego (2005).
- Los libros y la noche (1999).
- Evita, una tumba sin paz, migmetratge (1997).
- Cortázar (1994).
- El oficio de amar, mediometraje (1993).
- Después de la tormenta (1991).
- Ni tan blancos, ni tan indios, curtmetratge (1985).

### Guionista
- Iluminados por el fuego (2000)[6]
- Los libros y la noche (1995).
- Cortázar (1994).
- Después de la tormenta (1991).
- Romanizaciòn de Canal Encuentro (1997).
- Che: Un hombre nuevo (2010).

## Premis
- Premi Nous Realitzadors en el Festival de Sant Sebastià per Después de la tormenta (1991)[7]
- Premi al Millor Documental en el Festival de l'Havana, per Los libros y la noche (2000).
- Premi Goya a la Millor Pel·lícula Estrangera de Parla Hispana en 2006, per Iluminados por el fuego (2005)[8]
- Premi Konex, 2001, Diploma al Mèrit - Documental[8]
- Premi Fundadors, del Festival de Cinema Tribeca de Nova York[9]
- Premi al millor documental, per "Che un hombre nuevo", Festival de Cinema de Mont-real.[10]
- Premi Cinema en Construcció i Signis, 52è Festival Internacional de Cinema de Sant Sebastià 2004.[7]
- Premi Noves Mirades a la Televisió, Universitat Nacional de Quilmes, 2013[11]